# 帕帕特里戈
帕帕特里戈，是西班牙卡斯蒂利亚-莱昂阿维拉省的一个市镇。 总面积21km2, 总人口316人（2001年），人口密度15人/km2。